# New Radicals
I New Radicals sono stati un gruppo musicale rock alternativo statunitense formato nel 1997 e attivo fino al 1999. Nel 2021 la band si è ricostituita per una sola esibizione.

## Storia
I loro lavori sono stati racchiusi in un solo album, Maybe You've Been Brainwashed Too (numero 41 in USA numero 10 nel Regno Unito), da cui è stato estratto il famoso singolo You Get What You Give (numero 36 USA, numero 5 UK), che conobbe grande successo e attirò su di sé controversie per via di alcune parti del testo in cui si sbeffeggiavano alcune celebrità. Dopo questo lavoro si sono sciolti; sono considerati una one-hit wonder.
Il loro cantante e leader Gregg Alexander fece parlare di sé per il suo carattere inusuale: gli Hanson, conoscendolo, lo definirono "un po' un personaggio, ma un ragazzo in gamba". Dopo aver lasciato il gruppo continuò e continua a scrivere testi per molti artisti importanti come Santana, Sophie Ellis-Bextor, Ronan Keating e altri ancora.
Il 20 gennaio del 2021 il gruppo si è riunito dopo ventidue anni al fine di esibirsi alla cerimonia di insediamento del presidente statunitense Joe Biden.

## Discografia

### Album
- 1998 - Maybe You've Been Brainwashed Too

### EP
- 1998 - Songs From Maybe You've Been Brainwashed Too

### Singoli
- 1998 - You Get What You Give
- 1999 - Someday We'll Know
- 1999 - Mother We Just Can't Get Enough